# Оругеро мусайський
Оруге́ро мусайський (Lalage conjuncta) — вид горобцеподібних птахів родини личинкоїдових (Campephagidae). Ендемік Папуа Нової Гвінеї.

## Поширення і екологія
Мусайські оругеро є ендеміками острова Муссау, найбільшого острова в групі островів святого Маттія в архіпелагі Бісмарка. Вони живуть в гірських тропічних лісах.

## Збереження
МСОП класифікує стан збереження цього виду як вразливий. За оцінками дослідників, популяція мусайських оругеро становить від 2500 до 10000 птахів.